# 蔡元宸
蔡元宸（？—17世紀），字靖公，號紫祖，常州府武進縣人，明朝、南明政治人物。

## 生平
蔡元宸是崇禎三年舉人蔡鵬的兒子。崇禎十二年（1639年）中舉人，崇禎十六年（1643年）成進士，礼部觀政，授戶部廣西司主事。
弘光年間，蔡元宸和葛遇朝、張弘弼、吳國斗、雍鳴鸞、趙明遠、許承欽、任弘震、區志遠、秦堈、夏時泰、曹璣、陸禹思、張大章、何應璜、方岳朝、周憲申、陳宗大、趙翼心、盛黃、周伯瑞、張永禧、劉世斗、侯鼎鉉、傅如湯、張鼎隅、趙悅心、王泰際、章甫、徐懋賢、倪元善共事，陞任員外郎。其時馬士英掌權，打算招攬他，他回答：「宰相不會任用私人，要門生何用？我可以不當官，但不可以當門生！」令對方憤恨，於是辭官歸鄉；他個性豁達，與人傾心交往，又好學能寫詩，有輯錄《詩論》六卷流傳。

## 家族
曾祖蔡模，己卯舉人，商丘知縣，鄉大賓。祖父蔡繼登，廪监。父蔡鵬，庚午魁，庚辰副榜。

## 引用
1. 1 2  錢海岳《南明史·卷三十一·列傳第七》：（弘光）時戶部司官先後可紀者，為葛遇朝、張弘弼、吳國斗、雍鳴鸞、趙明遠、許承欽、任弘震、區志遠、秦堈、夏時泰、曹璣、陸禹思、張大章、何應璜、方岳朝、周憲申、蔡元宸、陳宗大、趙翼心、盛黃、周伯瑞、張永禧、劉世斗、侯鼎鉉、傅如湯、張鼎隅、趙悅心、王際泰【泰際】、章甫、徐懋賢、倪元善。……元宸，字靖公，武進人。崇禎十六年進士。江西司主事、員外郎。（馬）士英欲招門下，不可。
2. ↑  道光《武進陽湖縣合志·卷十八·選舉志》：（崇禎）十二年己卯科（舉人） 蔡元宸 十名，鵬子，癸未進士
3. ↑  道光《武進陽湖縣合志·卷二十六·人物志五》：蔡元宸，字靖公，崇禎癸未進士，授戶部主事。時馬士英當路，欲招致門下，元宸曰：「宰相無私人，何門生為？吾官可棄，門生不可為也！」士英恚甚，遂拂衣歸里。性曠達，與人交輙推肺腑；好學能詩，輯《詩論》六卷。
4. ↑  《崇禎十六年癸未科進士三代履歷》：蔡元宸，紫祖，詩六房，壬戌年九月二十六日。己卯十名，會試八十六名，二甲五十三名。礼部觀政，甲申授户部廣西司主事。